# Caroline Raquin
Caroline Raquin, née le 24 juin 1972, à Paray-le-Monial est une sage-femme et syndicaliste française. Elle est connue pour avoir été l’une des porte-parole du collectif des sages-femmes durant la grève de 2013-2014, en tant que présidente de l’Organisation nationale syndicale des sages-femmes.

## Origine et formation
Issue d'un milieu rural et ouvrier, Caroline Raquin entreprend des études de sages-femmes après un DEUG de biologie. Elle obtient son diplôme de sage-femme en 1999. Elle exerce pendant quelques années à l'hôpital Max-Fourestier de Nanterre puis intègre l’hôpital Louis-Mourier à Colombes dans les Hauts-de-Seine en 2003. Elle est titulaire d’un master 2 d'échographie (M2), Sciences et technologies biomédicales - Diagnostic prénatal, option dépistage.

## Parcours militant
C’est en 2009 que Caroline Raquin adhère à l'Organisation nationale syndicale des sages-femmes (ONSSF), à la suite d’un mouvement de soutien aux sages-femmes libérales (seul syndicat professionnel de sages-femmes qui acceptait à l’époque les hospitalières). Elle devient la même année vice-présidente de la section Île-de-France.
En 2010, elle entre au conseil d'administration national et est élue présidente de l'ONSSF en mars 2013.

## Exposition médiatique
Caroline Raquin apparaît dans les médias, à l’occasion du mouvement des sages-femmes qui durera plusieurs mois d'octobre 2013 à mai 2014, et notamment des cinq manifestations. 
Durant cette période, elle est régulièrement invitée à la radio,,,, ou à la télévision,,,. Elle se signale par son « franc-parler », notamment dans le conflit l'opposant à la ministre de la Santé, Marisol Touraine, accusant cette dernière de « flancher devant le lobbying des médecins » ou de « mépriser les sages-femmes ».

## Élection et nomination
Caroline Raquin est élue à la Commission médicale d'établissement (CME) de l'APHP en 2014, et réélue en 2016.
Elle est également élue à la commission administrative paritaire des sages-femmes de l'APHP, membre du CESI à la Croix-Rouge, membre de la commission scientifique indépendante pour le développement professionnel continu et directrice de publication de L'Officiel de la sage-femme (LOSF).